# 면허시험
《면허시험》은 2015년에 개봉한 대한민국의 영화이다.

## 줄거리
고등학교 삼 학년 ‘지훈’은 다른 친구들이 한창 수능에 매달릴 때 운전면허시험에 몰두한다. 도로주행을 시작해야 하는 지훈은 운전면허학원에 등록하려고 친구에게 돈을 빌리지만, 그 돈을 백수 아빠 ‘인섭’이 훔쳐 간다. 인섭과 한바탕 싸운 지훈은 집에 들어가지 않고 정배의 집에서 자기로 한다.

## 주연
- 장유상 : 지훈 역
- 김준배 : 인섭 역

## 조연
- 김윤배 : 정배 역
- 강영일 : 영호 역
- 염상태 : 렌터카 사장 역
- 안민영 : 정배 모 역